# Cotylorhiza tuberculata
La Cassiopea mediterranea (Cotylorhiza tuberculata (Macri, 1778) è una scifomedusa della famiglia Cepheidae, comune nel mar Mediterraneo.

## Descrizione
È una delle meduse più comuni del mar Mediterraneo.
Questa specie, che raggiunge i 30 cm di diametro, presenta un caratteristico ombrello a forma di disco bianco, con una gobba rotonda e gialla al centro. 
Il margine è tipicamente frastagliato, di colore giallo o talvolta verdastro per la presenza di zooxantelle. La specie, come tutte quelle appartenenti alla classe delle Rhizostomeae, è ricca di braccia orali che si dipartono dai quattro lobi della bocca, delle quali molte sono sottili e terminano con un bottoncino di colore blu o viola, ma è priva di tentacoli.

## Distribuzione e habitat
È una specie pelagica, endemica del mar Mediterraneo, molto comune, in particolare nel mare Adriatico da maggio a ottobre.

## Sviluppo
Il suo sviluppo è abbastanza simile a quello delle altre meduse; esso si divide in quattro fasi: larva (planula), polipo sessile giovane (scyphistoma), polipo sottosviluppato intermedio (ephyra), medusa adulta. La planula (larva) usa le sue piccole ciglia per muoversi nell'acqua e stabilirsi su un duro sedimento sul quale evolversi in polipo. Lo scyphistoma acquisisce i suoi simbionti di alghe fotosintetiche durante la sua fase preliminare di sviluppo, sebbene il meccanismo non sia ancora chiaro. Questi microorganismi vivono principalmente nella mesoglea e nel rivestimento del sistema cardiovascolare del cnidario, rafforzando la produzione di ossigeno durante tutto il ciclo vitale della medusa. I polipi attuano una riproduzione asessuata per generare altri polipi, tra i quali alcuni si trasformeranno in ephyrae (sottosviluppati intermedi). La medusa giovane impiega 8-10 settimane per raggiungere un diametro di almeno 3 cm, che incrementerà di 3-4 cm ogni settimana fino al raggiungimento della dimensione adulta, che prevede un diametro di 35 cm circa.
La riproduzione tra meduse adulte avviene tipicamente tra agosto e ottobre. La C. tubercolata femmina viene fecondata internamente dallo sperma proveniente dalle appendici dell'esemplare maschio e, dopo un periodo di gestazione, rilascia un gran numero di planulae (larve) nell'acqua.

## Biologia
A dispetto delle sue grandi dimensioni, questa specie non è urticante. Solo i soggetti più sensibili possono incorrere in piccoli pizzichi a contatto con le braccia.
Tipica la presenza, in prossimità delle stesse, di piccoli avannotti delle specie Trachurus trachurus, Seriola dumerili, Caranx ronchus, Sarpa salpa e Boops boops.

## Galleria d'immagini

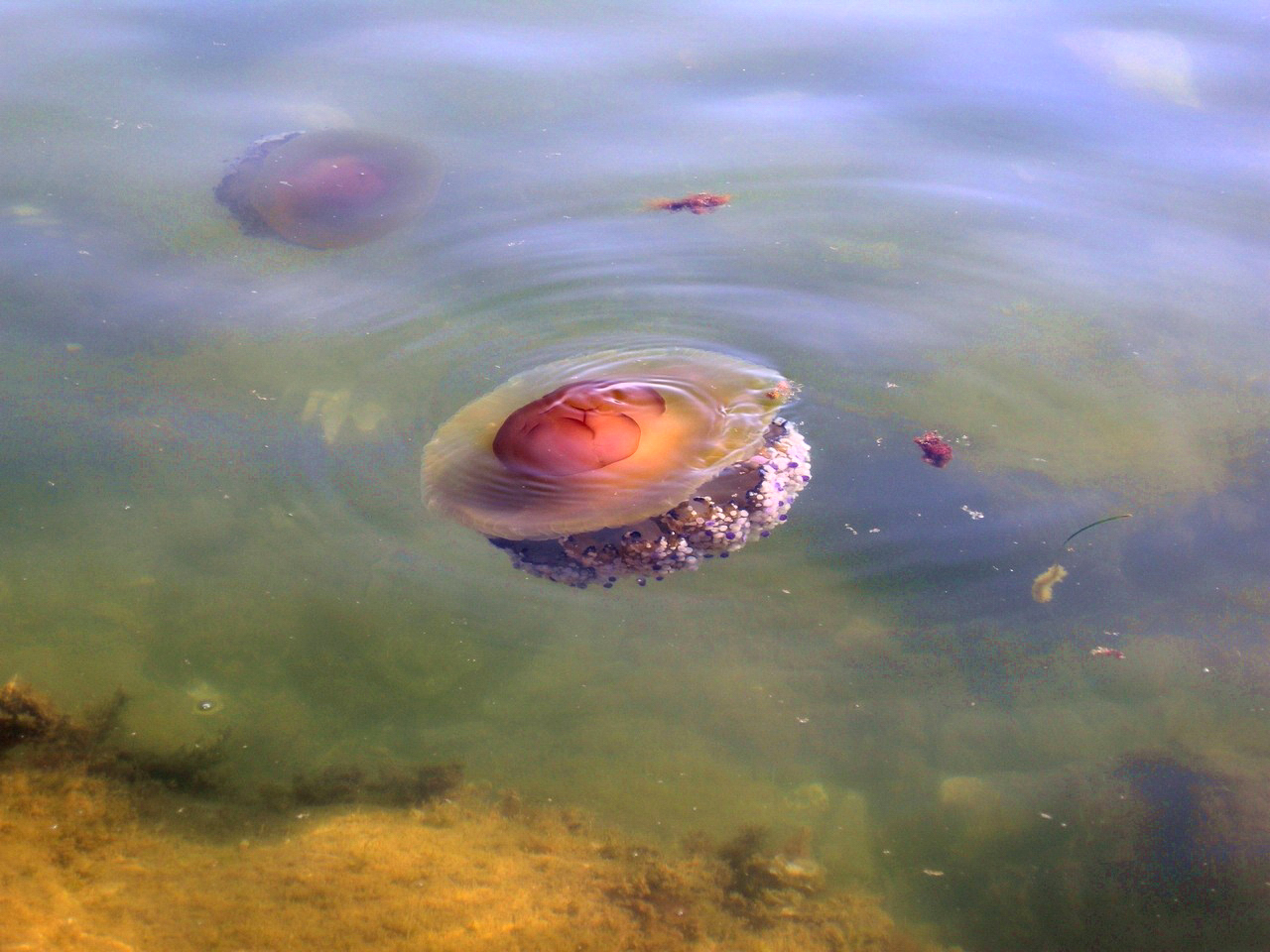
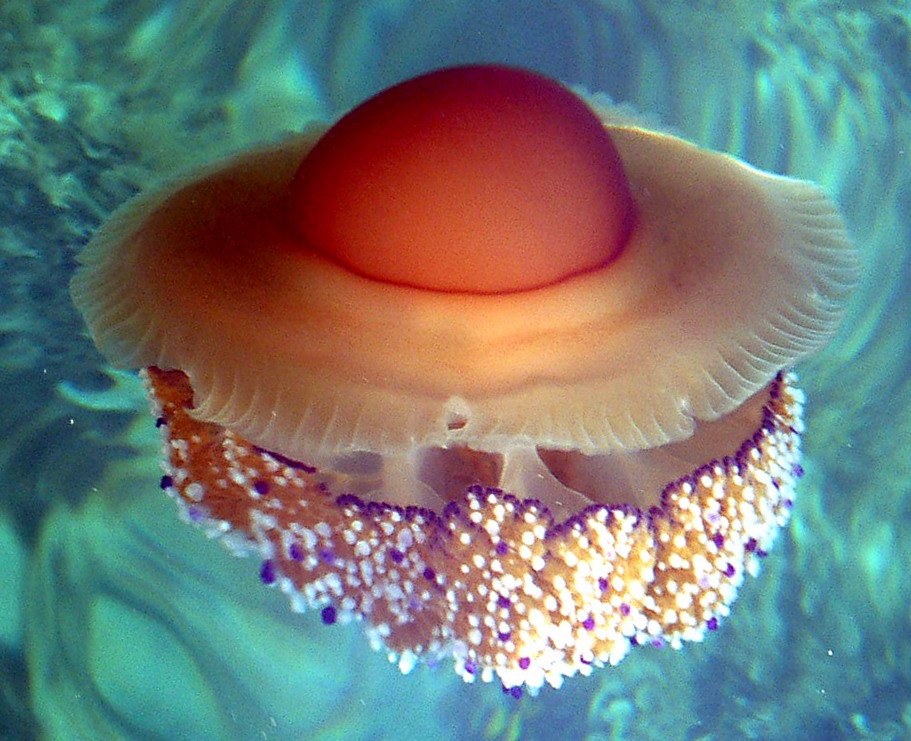
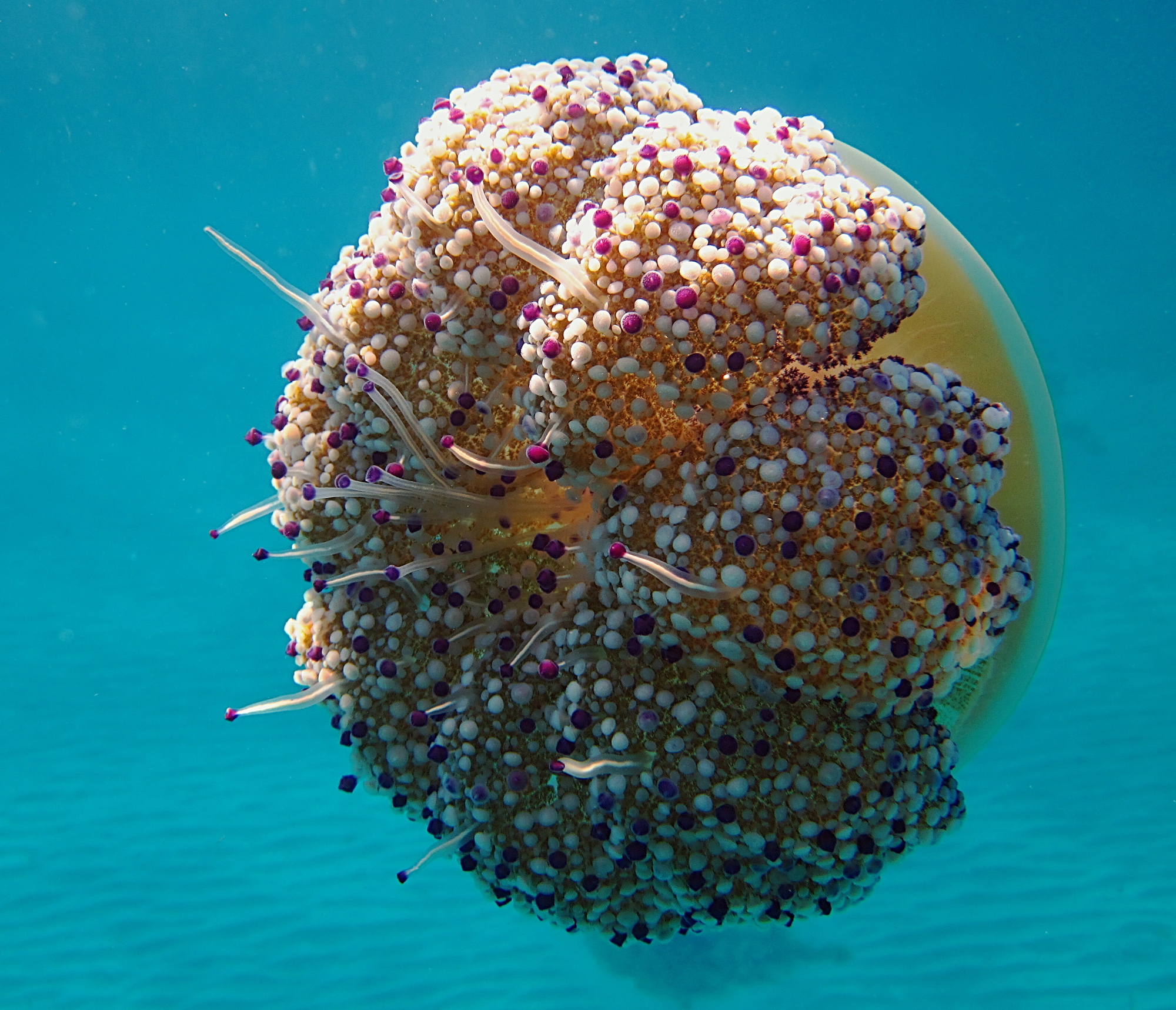
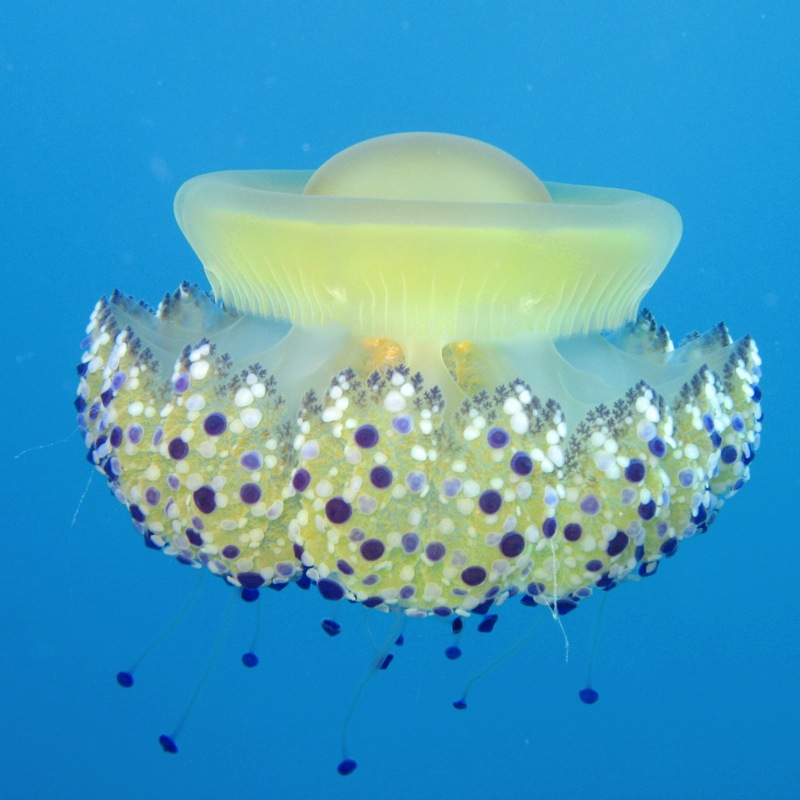
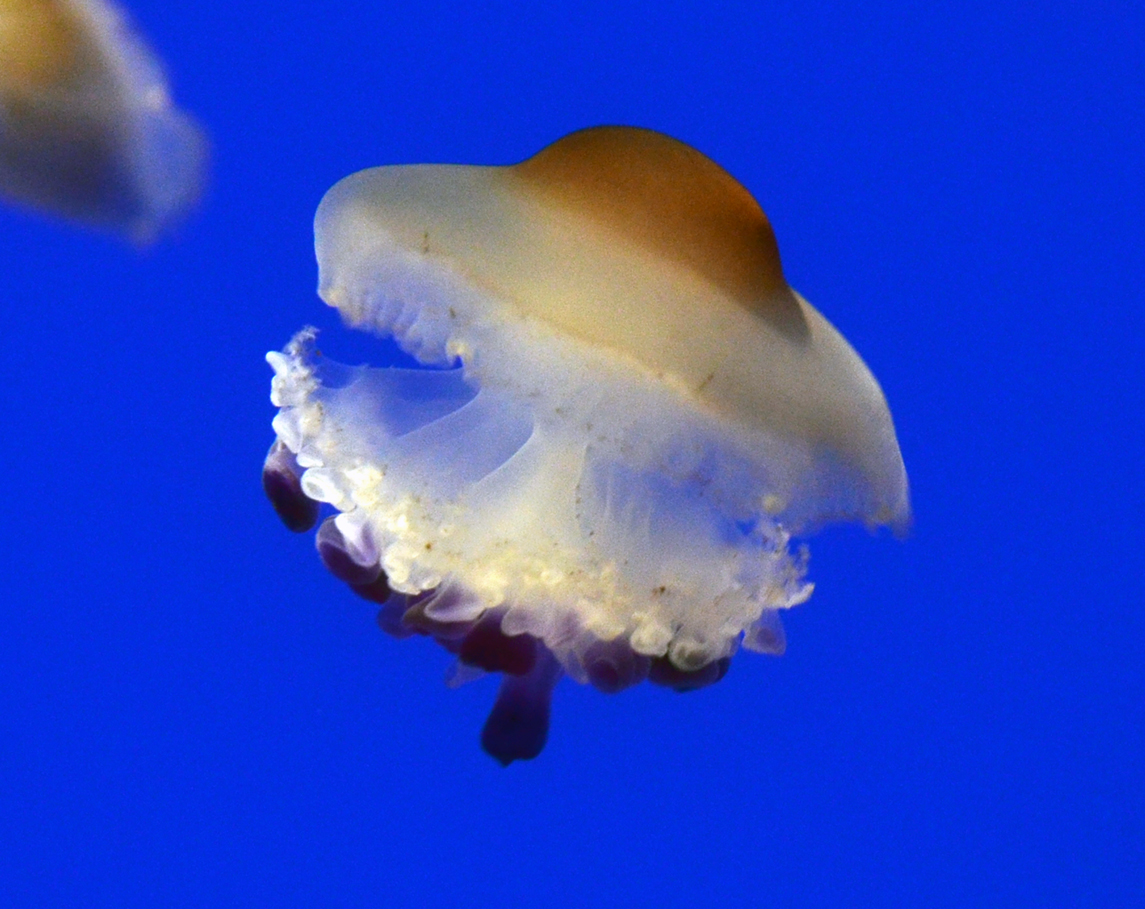
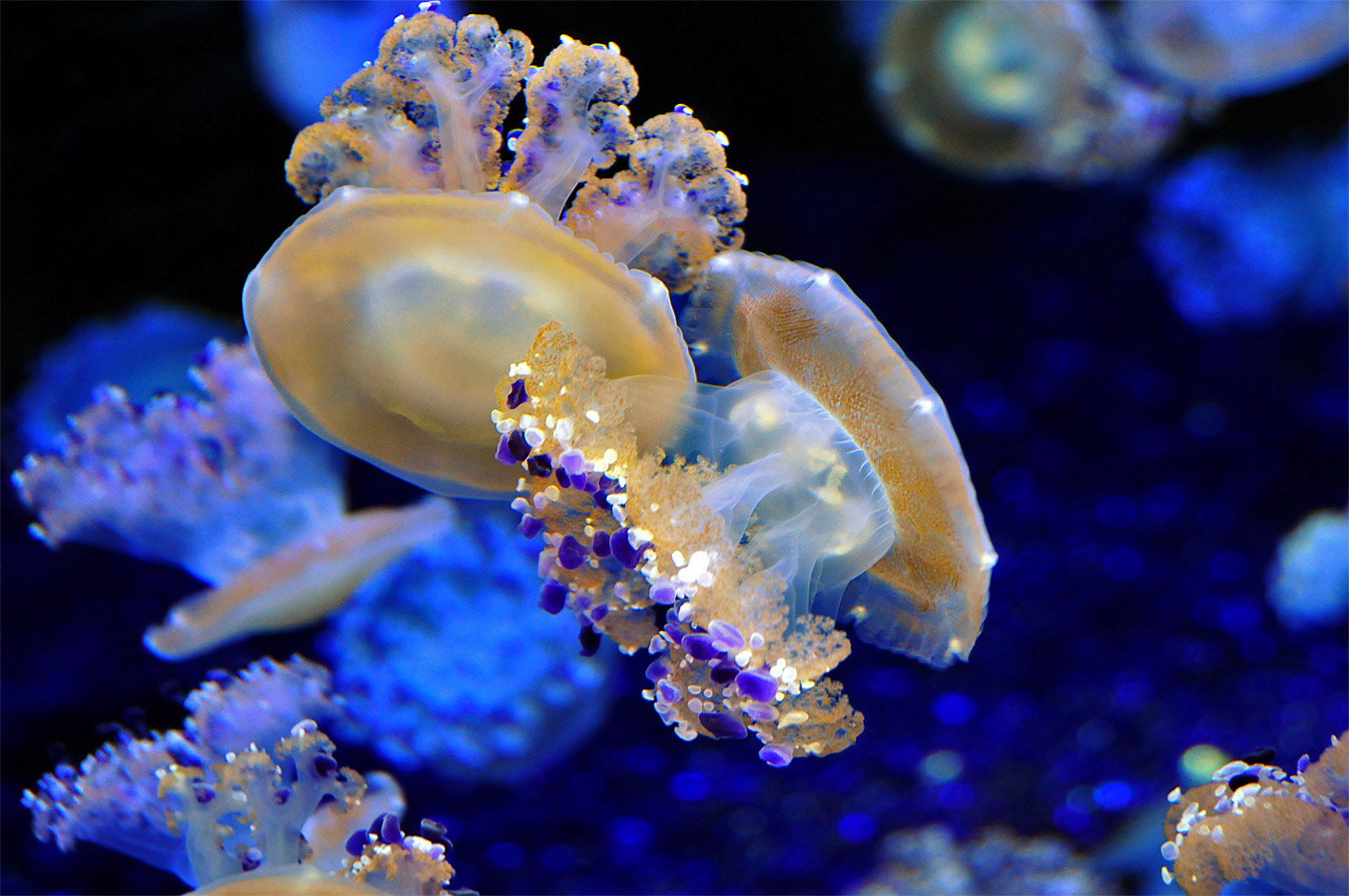
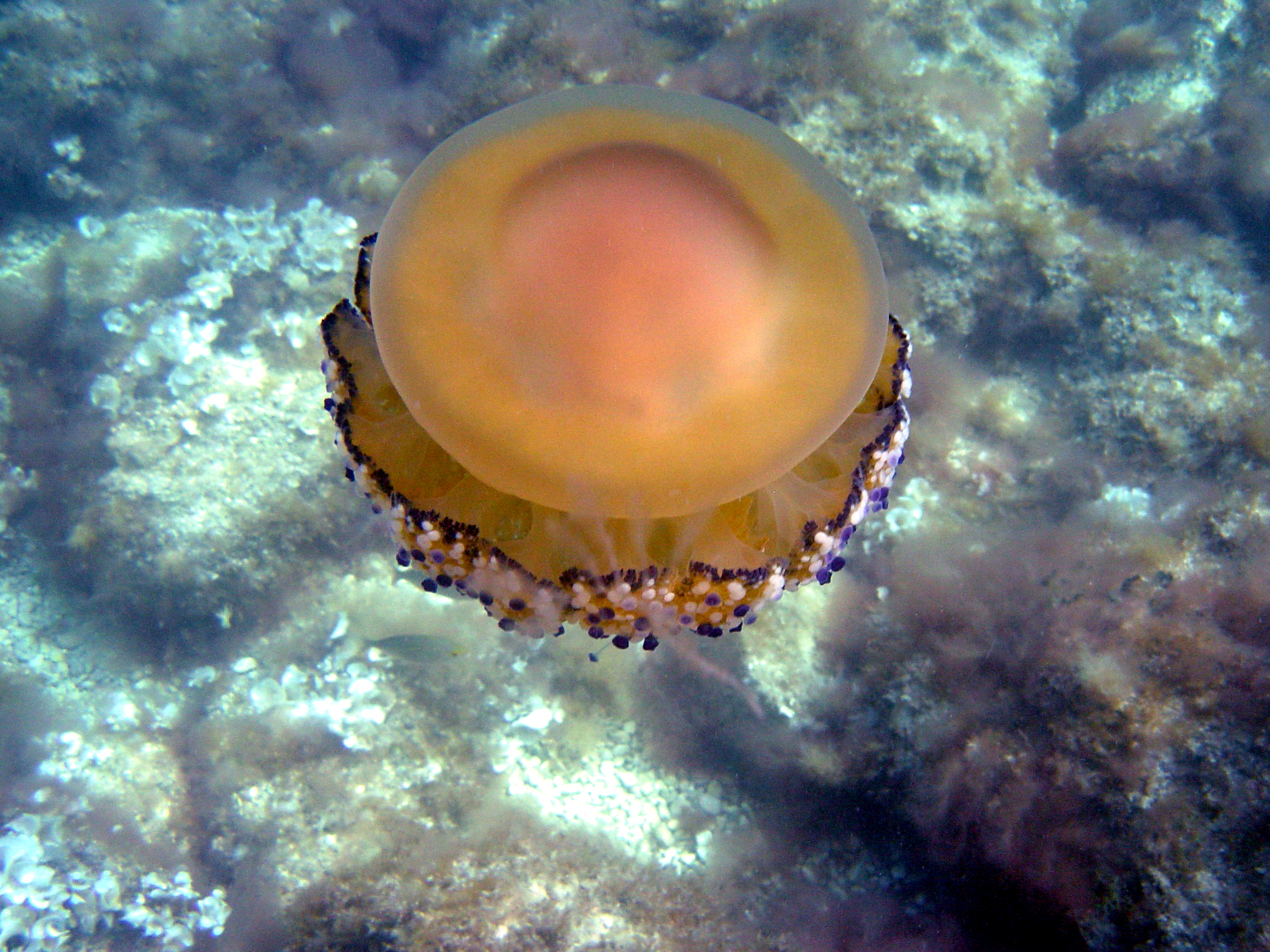
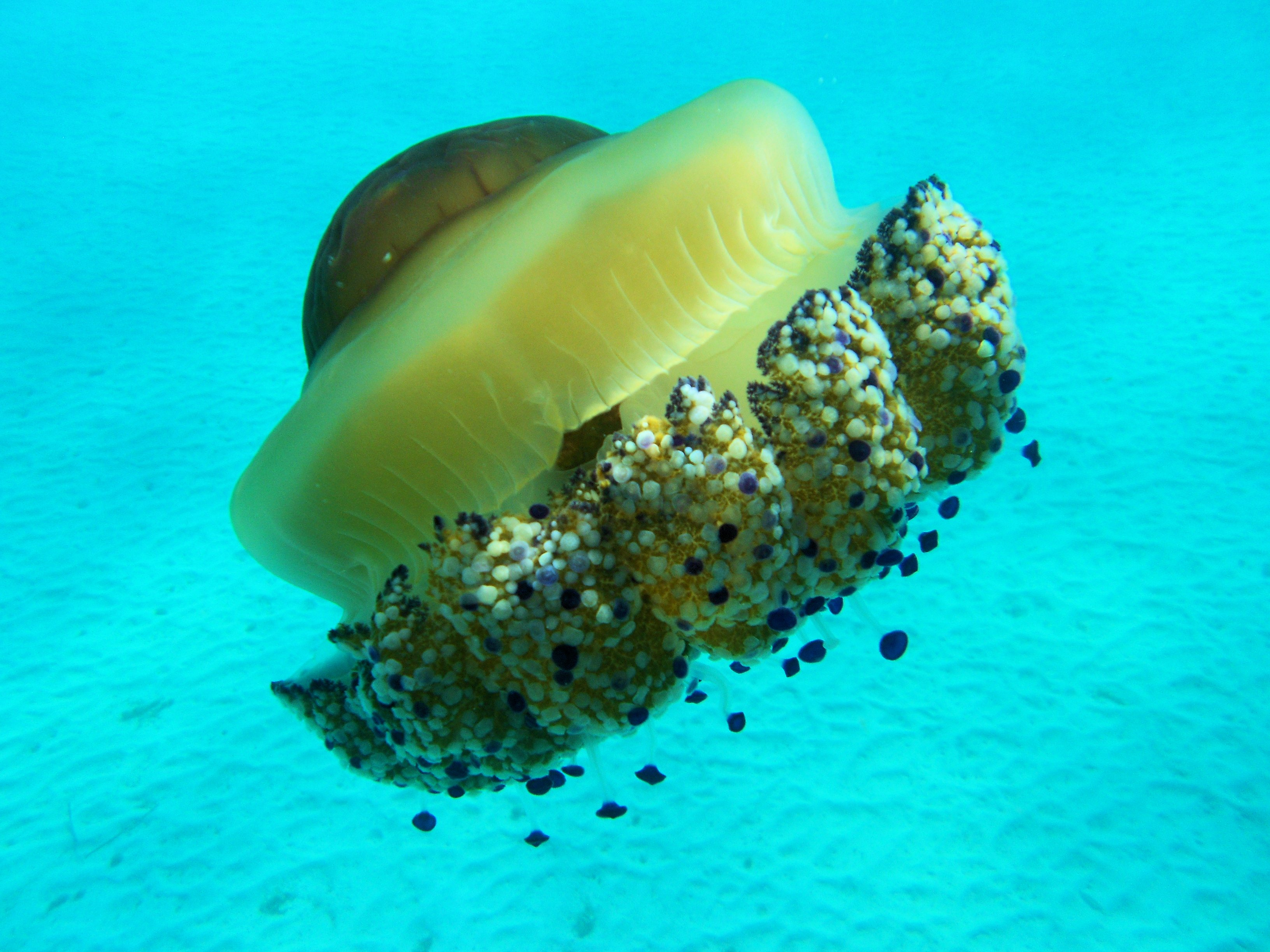
Medusa Cassiopea o Cassiopea Mediterranea (Cotylorhiza Tuberculata) in movimento sul basso fondale di Lido Gandoli, in Marina di Leporano (Taranto)
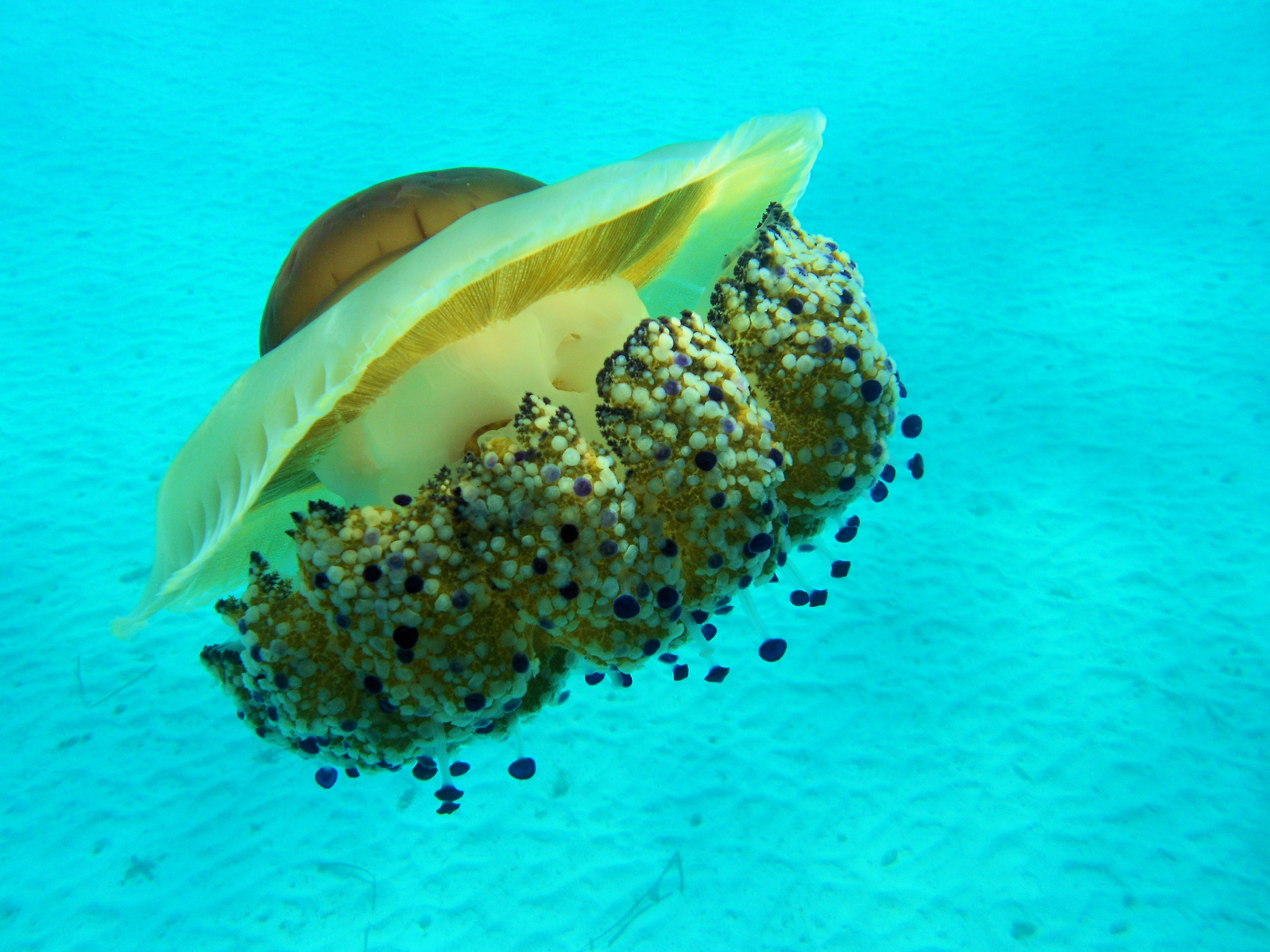
Medusa Cassiopea o Cassiopea Mediterranea (Cotylorhiza Tuberculata) in movimento al largo di Lido Gandoli, in Marina di Leporano (Taranto)
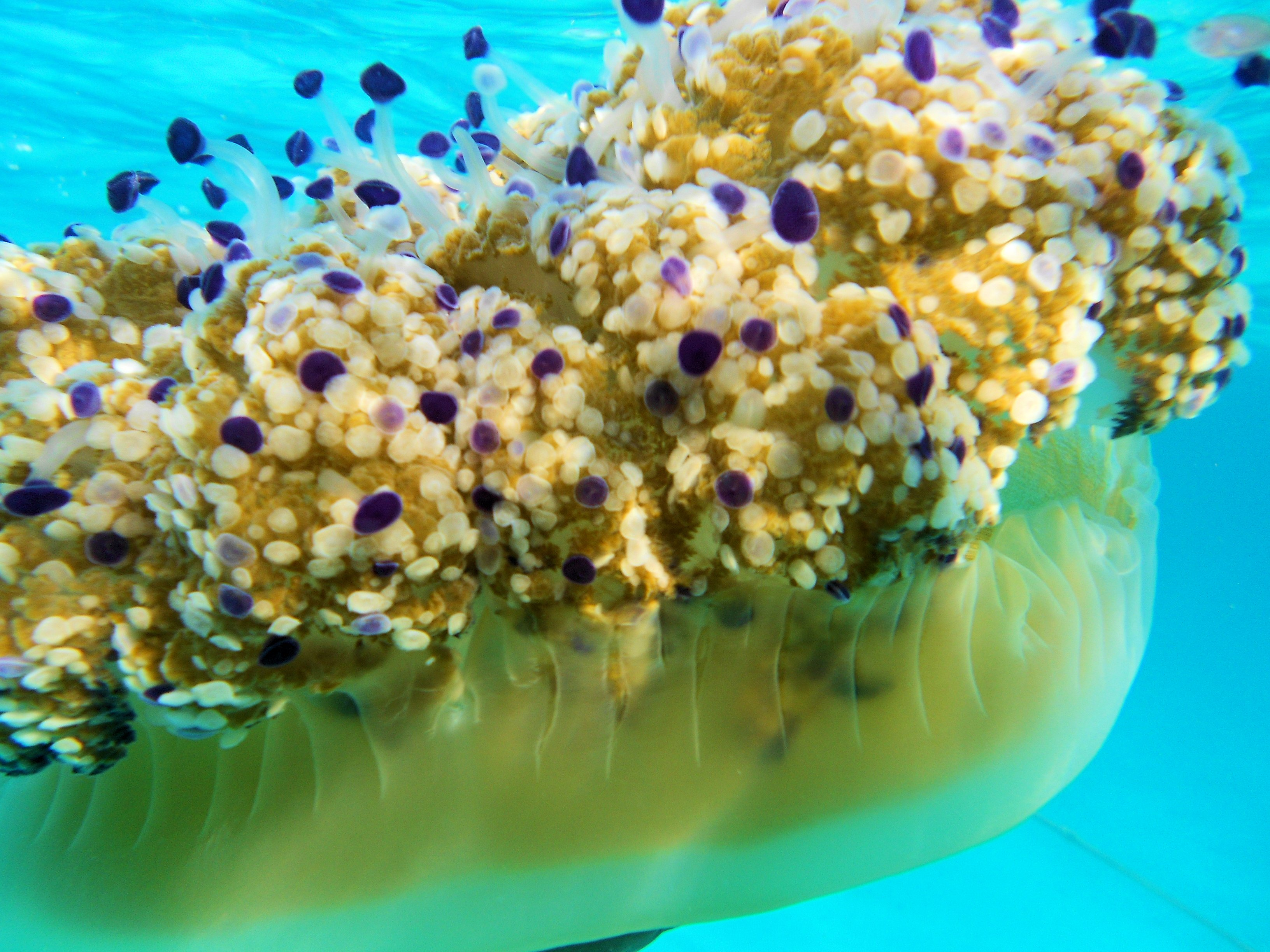
Medusa Cassiopea o Cassiopea Mediterranea (Cotylorhiza Tuberculata) in movimento al largo di Lido "Ultima Spiaggia" (Isola Amministrativa "Marina di Taranto", in prossimità della Marina di Lizzano). E' evidente la totale mancanza di cellule urticanti
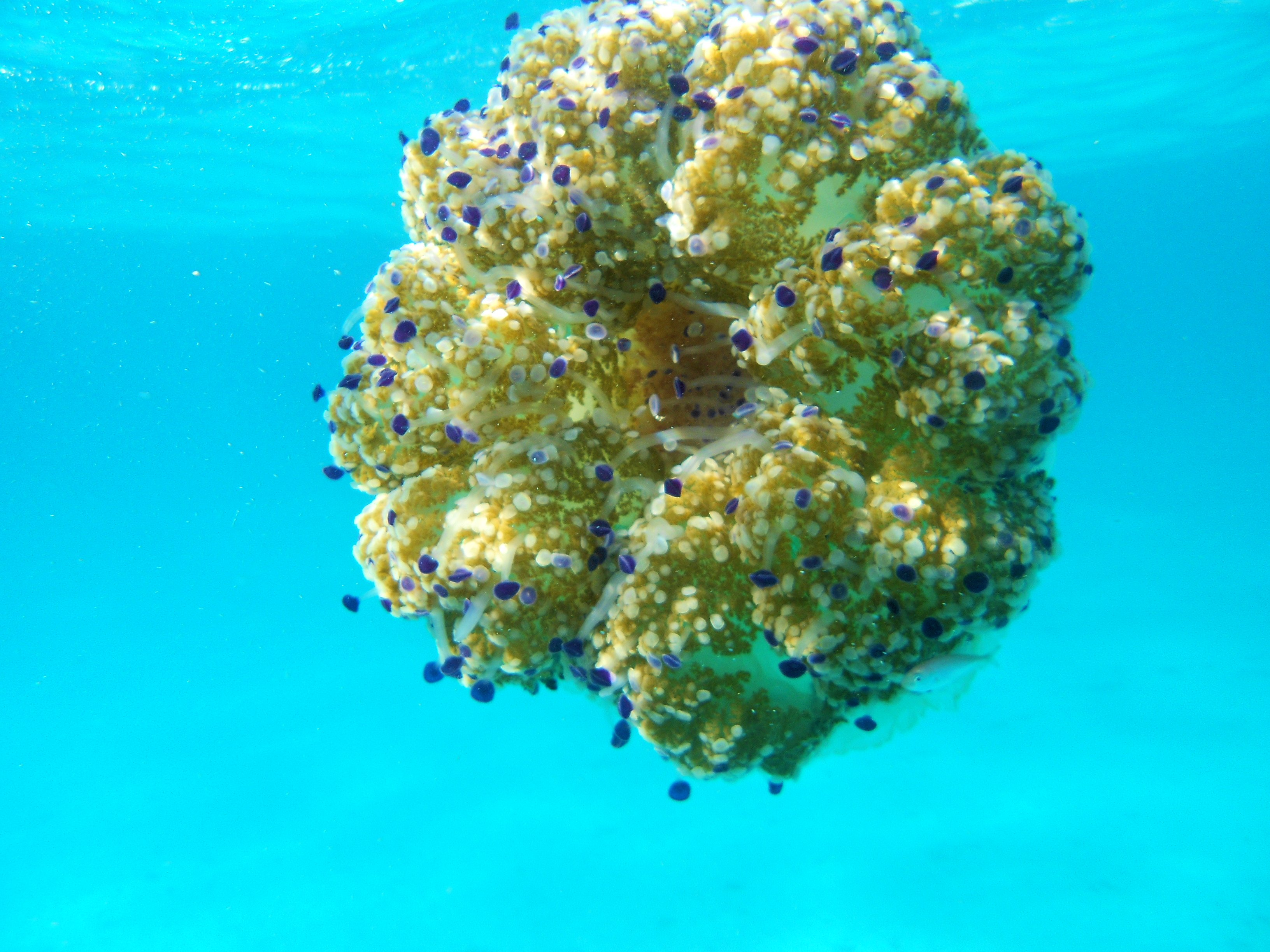
Famiglia di Medusa Cassiopea o Cassiopea Mediterranea (Cotylorhiza Tuberculata) in movimento al largo di Lido "Ultima Spiaggia" (Isola Amministrativa "Marina di Taranto", in prossimità della Marina di Lizzano)
- Medusa Cassiopea o Cassiopea Mediterranea (Cotylorhiza Tuberculata) in contrazione
- Medusa Cassiopea o Cassiopea Mediterranea (Cotylorhiza Tuberculata) in estensione
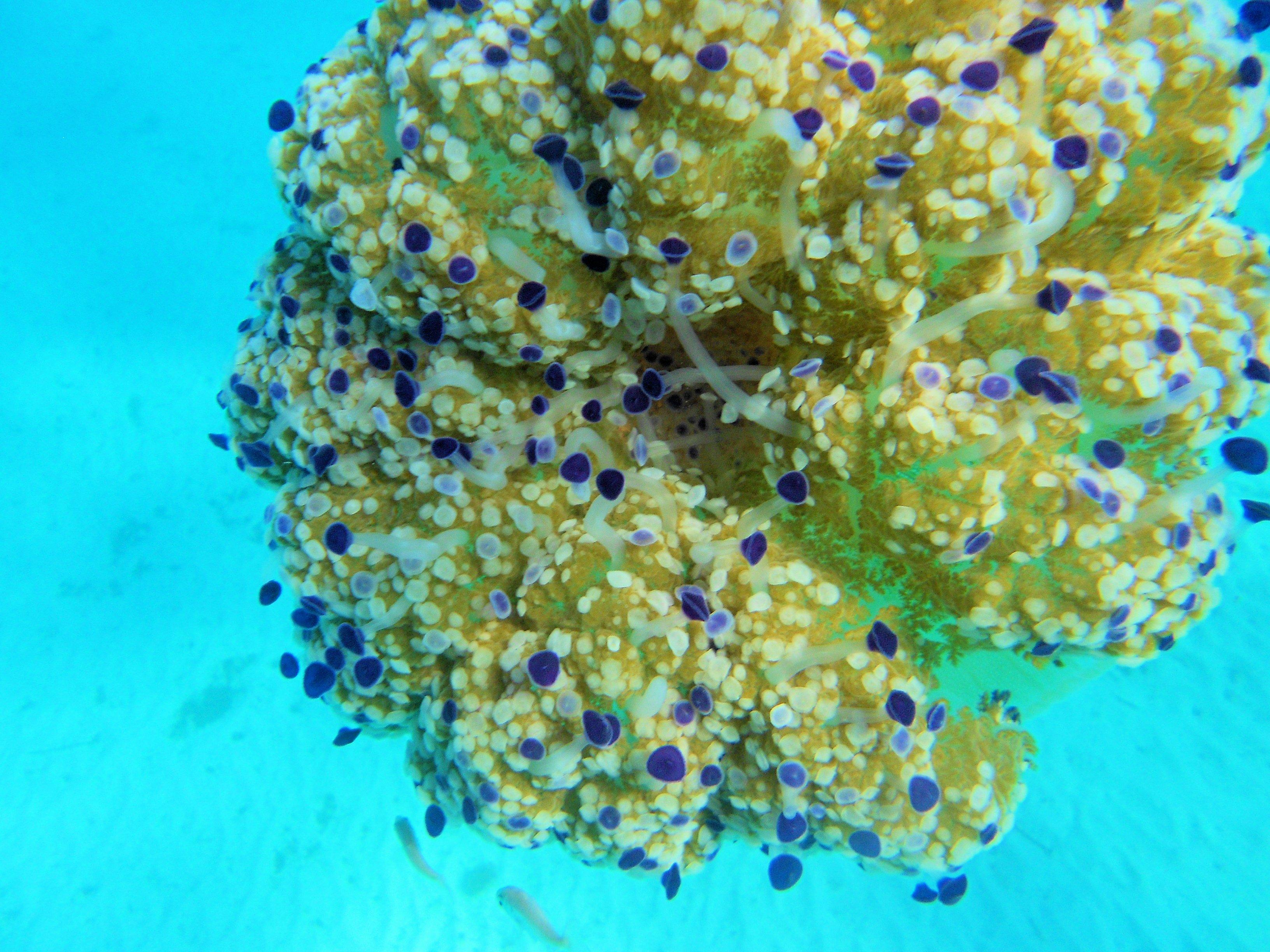
Dettaglio dei tubercoli (non urticanti) di una Medusa Cassiopea o Cassiopea Mediterranea (Cotylorhiza Tuberculata) fotografata mentre nuota nel mare di Lido Gandoli, in Marina di Leporano (Taranto)
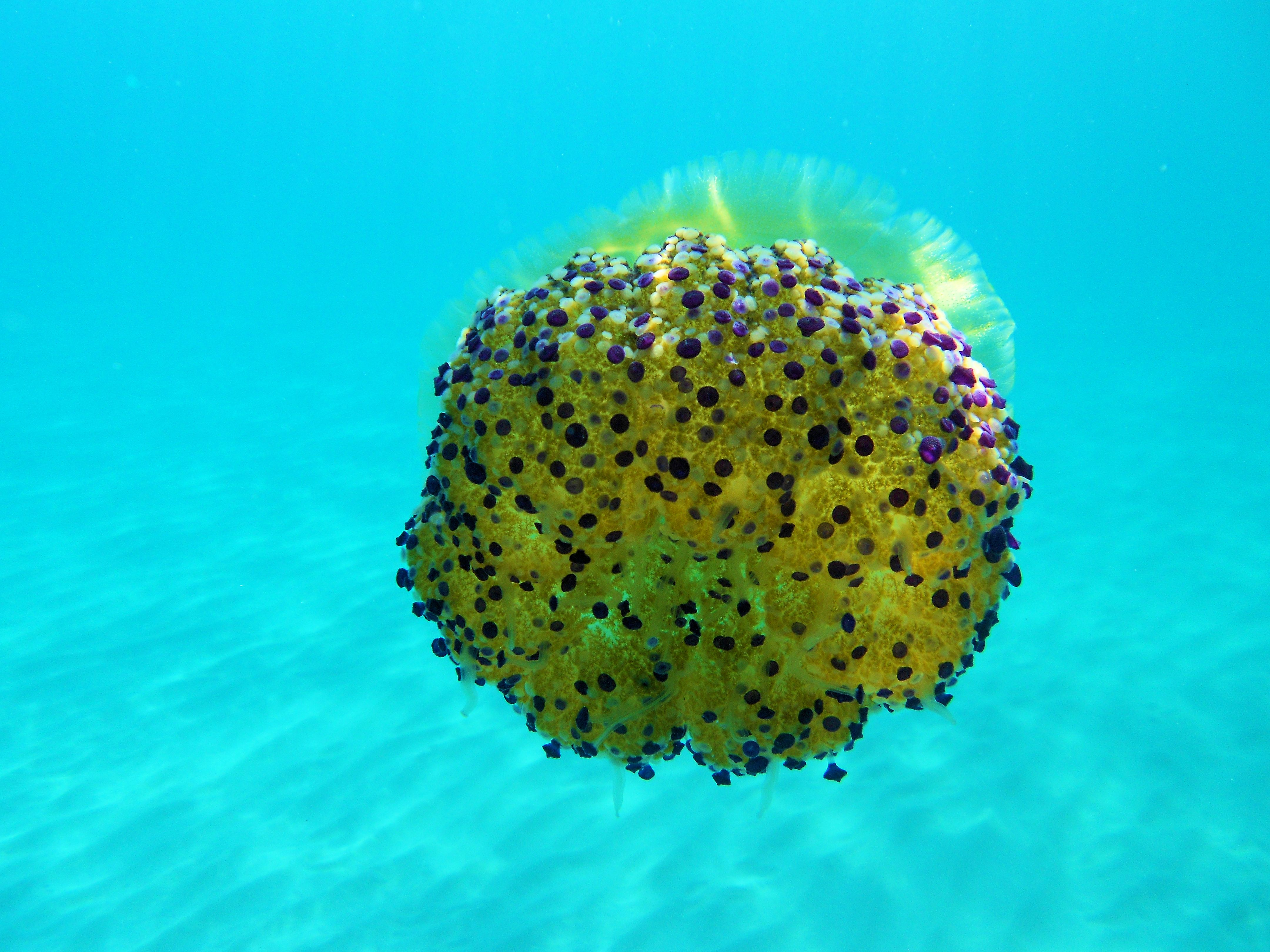
Dettaglio dei tubercoli (non urticanti) di una Medusa Cassiopea o Cassiopea Mediterranea (Cotylorhiza Tuberculata) fotografata mentre nuota nel mare di Lido Gandoli, in Marina di Leporano (Taranto)
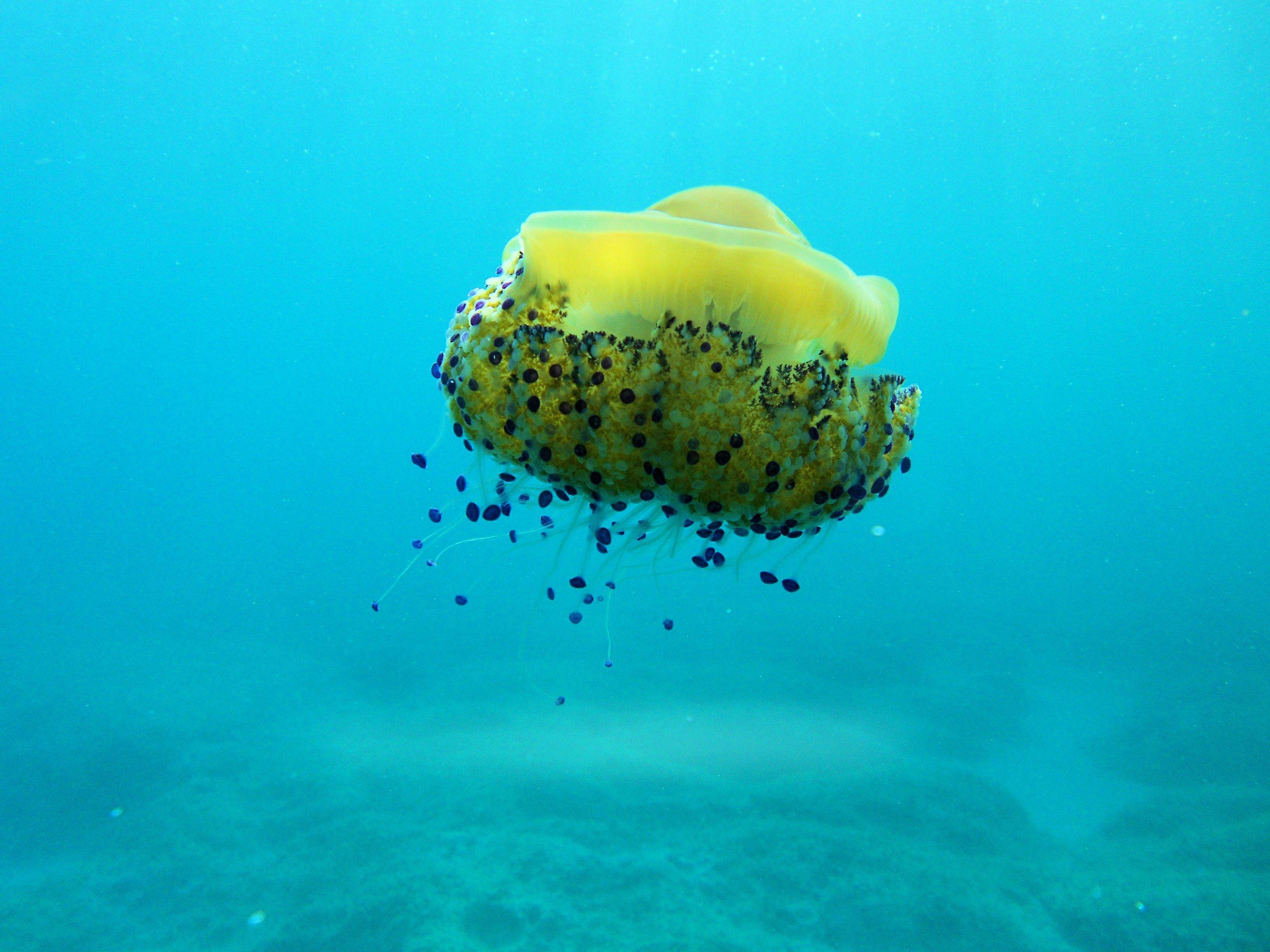
Dettaglio dei tubercoli (non urticanti) di una Medusa Cassiopea o Cassiopea Mediterranea (Cotylorhiza Tuberculata) fotografata mentre nuota nel mare di Lido Gandoli, in Marina di Leporano (Taranto), e avannotti che trovano casa tra i suoi tentacoli
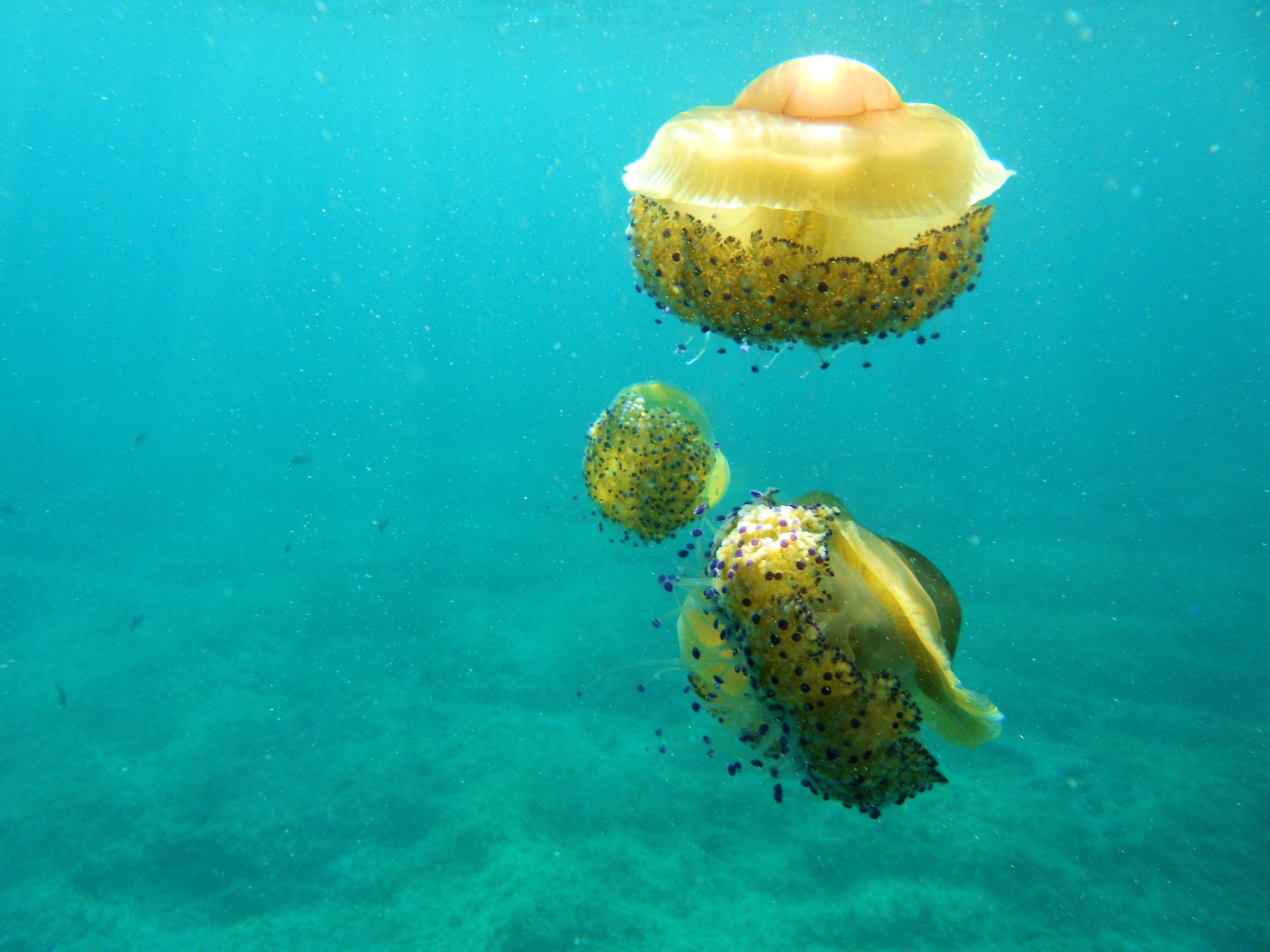
Dettaglio dei tubercoli (non urticanti) di una Medusa Cassiopea o Cassiopea Mediterranea (Cotylorhiza Tuberculata) fotografata mentre nuota al largo di Lido "Ultima Spiaggia" (Isola Amministrativa "Marina di Taranto", in prossimità della Marina di Lizzano)
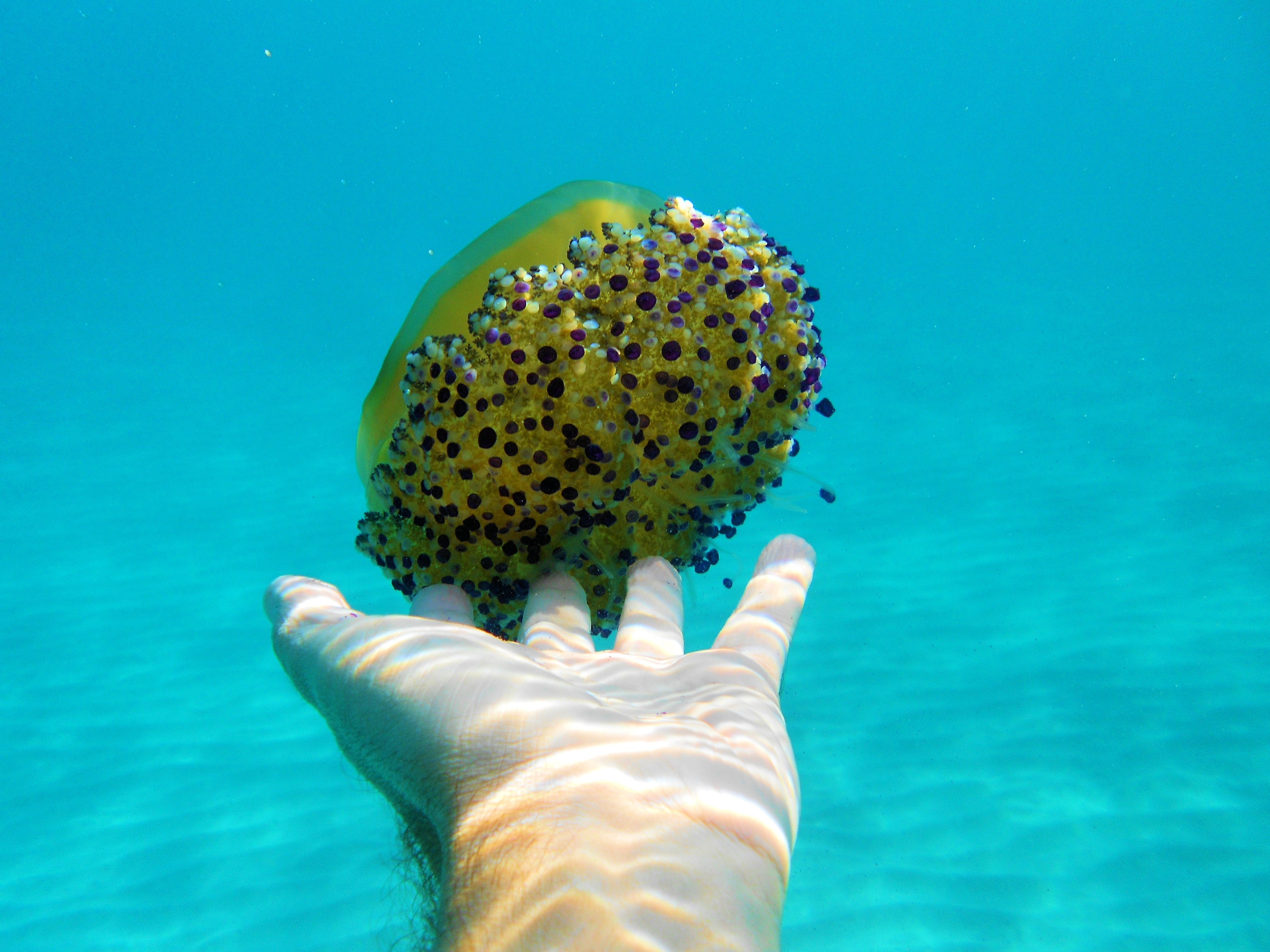
Medusa Cassiopea o Cassiopea Mediterranea (Cotylorhiza Tuberculata) in movimento al largo di Lido "Ultima Spiaggia" (Isola Amministrativa "Marina di Taranto", in prossimità della Marina di Lizzano)
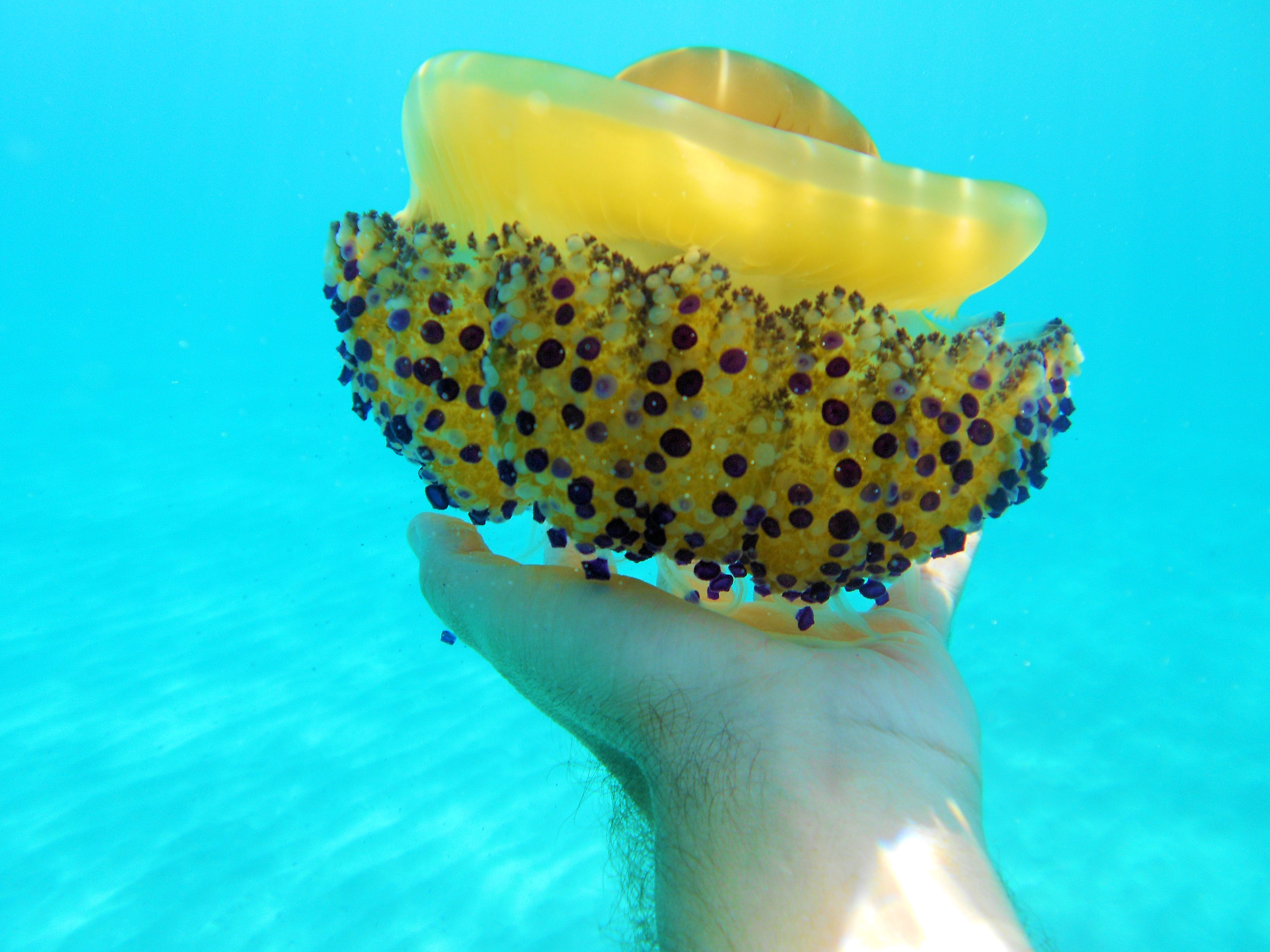
Famiglia di Medusa Cassiopea o Cassiopea Mediterranea (Cotylorhiza Tuberculata) fotografata al largo di Lido "Ultima Spiaggia" (Isola Amministrativa "Marina di Taranto", in prossimità della Marina di Lizzano)
- Medusa Cassiopea o Cassiopea Mediterranea (Cotylorhiza Tuberculata) fotografata al largo di Lido "Ultima Spiaggia" (Isola Amministrativa "Marina di Taranto", in prossimità della Marina di Lizzano). E' evidente la totale mancanza di cellule urticanti (Nematocisti)
- Medusa Cassiopea o Cassiopea Mediterranea (Cotylorhiza Tuberculata) fotografata al largo di Lido "Ultima Spiaggia" (Isola Amministrativa "Marina di Taranto", in prossimità della Marina di Lizzano). E' evidente la totale mancanza di cellule urticanti (Nematocisti)